# Arthrochilus
Arthrochilus là một chi thực vật có hoa trong họ Orchidaceae.